# Ludwika Nałęcz-Morawska
Ludwika Nałęcz-Morawska (imię zakonne Maria od Krzyża Morawska; ur. 22 sierpnia 1842 w Rokoszu, zm. 26 stycznia 1906 na trasie Wiedeń–Cannes) – polska zakonnica, początkowo felicjanka, a następnie fundatorka polskiej gałęzi franciszkanek Najświętszego Sakramentu (późniejszych Sióstr Klarysek od Wieczystej Adoracji) oraz Służebnica Boża Kościoła katolickiego.

## Życiorys
Urodziła się w rodzinie wielodzietnej jako najmłodsze z sześciorga dzieci rodziców Hieronima Sabina Morawskiego i Tekli Michaliny z domu Lenczewskiej. Trzy dni później (25 sierpnia 1842) została ochrzczona w parafialnym kościele św. Katarzyny Aleksandryjskiej w Cieninie Kościelnym.
Ojciec jej był absolwentem Instytutu Nauczycielskiego w Łowiczu, pracował jako nauczyciel w szkole elementarnej, był kontrolerem magazynu żywności Twierdzy Modlin, a także burmistrzem w Brzezinach koło Łodzi, później również w Białej Rawskiej i Rawie Mazowieckiej. Poślubił Teklę Michalinę Lenczewską, po śmierci pierwszej żony Elżbiety, ale wkrótce zmarł 22 września 1846 w wieku 37 lat. Matka Ludwiki po śmierci męża przeprowadziła się z dziećmi do Warszawy, gdzie była szansa na lepsze wykształcenie dzieci oraz gdzie zamieszkiwali jej bliscy krewni. Zmarła w Warszawie 29 października 1856, kiedy Ludwika miała 14 lat.
W wieku dziewięciu lat Ludwika rozpoczęła naukę w Warszawie na pensji Pani Laury z Brzezińskich Guerin, gdzie obowiązki prefekta, pełnił kapucyn o. Honorat Koźmiński, późniejszy błogosławiony. Po upadku powstania listopadowego na pensjach tych młode dziewczęta zdobywały wiadomości teoretyczno-praktyczne, a przede wszystkim uczyły się języków obcych. Po śmierci starszej siostry Bronisławy, trójką młodszych dzieci zajęła się jej rodzina. Ludwika znalazła schronienie w domu Józefa Mirowskiego, kuzyna matki.
Nie mając już rodziców, na których mogłaby się oprzeć, z całą ufnością zwróciła się ku Bogu i idąc za głosem powołania 8 sierpnia 1857 wstąpiła do Zgromadzenia Sióstr Felicjanek w Warszawie, założonego przez m. Angelę Truszkowską, późniejszą błogosławioną i kierowanego przez o. Honorata Koźmińskiego, gdzie 8 grudnia 1858 złożyła śluby zakonne, przyjmując imię zakonne: Katarzyna. Po kasacie tego Zgromadzenia w 1864 i krótkim pobycie w klasztorze bernardynek w Łowiczu, a następnie u sióstr klarysek w Wersalu, znalazła schronienie w Troyes, we Francji, u Sióstr Franciszkanek Najświętszego Sakramentu, gdzie wraz ze współsiostrą Marianną Ładą, przybyła 25 lipca 1866. W nowym Zgromadzeniu otrzymała nowe imię zakonne: Maria od Krzyża, a następnie 29 kwietnia 1867 złożyła śluby wieczyste, podczas których głoszący kazanie ks. Aleksander Jełowicki wypowiedział w odniesieniu do niej prorocze słowa, że może Bóg chce użyć Polki, jako narzędzia w przeniesieniu kultu Eucharystii do ukochanej, choć cierpiącej pod ciężarem rozbiorów Ojczyzny. Mając na uwadze głębokie znaczenie Najświętszego Sakramentu i jego adoracji, przeniosła za jego radą ten charyzmat do Ojczyzny. 27 października 1873 wraz z siedmioma siostrami na stałe osiadła we Lwowie, gdzie dzięki jej staraniom w latach 1877-1888 wzniesiony został kościół Serca Pana Jezusa i klasztor Franciszkanek przy ul. Kurkowe. Idąc za radą polskich władz kościelnych postanowiła przyjąć regułę II Zakonu św. Franciszka. W celu uzyskania aprobaty udała się w 1879 do Rzymu.
Konstytucje zakonne napisane przez Matkę Marię od Krzyża zostały zatwierdzone przez papieża Leona XII, 20 września 1889. Matka Maria założyła jeszcze klasztory w Mariborze (1893) i w Wiedniu (1898). Wkrótce zachorowała na chorobę płuc i serca. Zmarła nagle 26 stycznia 1906 podczas podróży, a jej doczesne szczątki spoczęły w krypcie chóru zakonnego lwowskiego klasztoru. Przedwczesna śmierć nie pozwoliła jej dokonać reformy zakonu na zasadach franciszkańskiej reguły św. Klary. Starania w tym kierunku podjęła jej następczyni, Matka Maria Izabela Markiewicz, następna po niej przełożona lwowskiego konwentu (reforma ta zakończyła się w 1912).

## Proces beatyfikacji
Z inicjatywy klarysek od wieczystej Adoracji przekonanych o świątobliwości jej życia podjęto próbę wyniesienia jej na ołtarze. 24 września 2002 Stolica Apostolska wydała tzw. Nihil obstat wyrażając zgodę na rozpoczęcie jej procesu beatyfikacyjnego. 25 października 2002 dokonano we Lwowie otwarcia jej procesu beatyfikacyjnego, a na postulatora procesu wyznaczono o. Zbigniewa Sucheckiego OFMConv. Odtąd przysługuje jej tytuł Służebnicy Bożej. 15 czerwca 2005 dokonano zamknięcia procesu beatyfikacyjnego na poziomie diecezjalnym, a następnie akta procesu zostały przekazane Kongregacji Spraw Kanonizacyjnych w Rzymie, po czym 6 czerwca 2008 Kongregacja wydała dekret o ważności procesu beatyfikacyjnego.